# Didukh

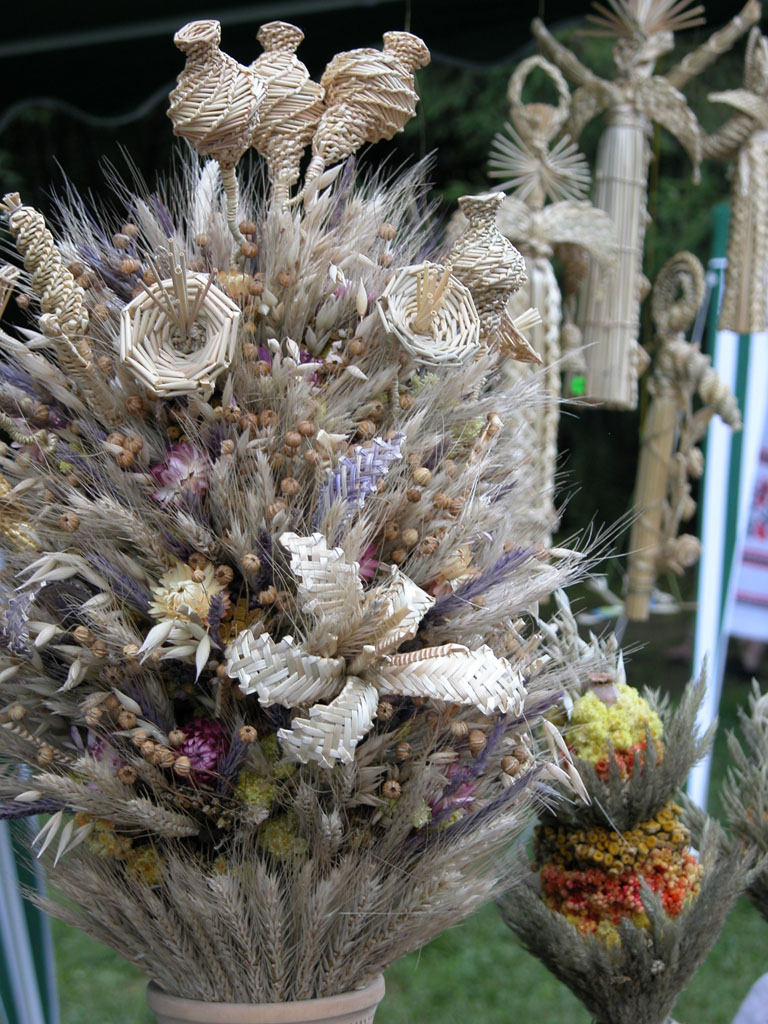
Didukh

Um didukh (ucraniano: дідух, literalmente ''espírito do avô) é uma decoração natalina ucraniana feita de feixes de trigo que é utilizada num rito tradicional da cultura daquele país.
Didukh são tradicionalmente feitos a partir dos primeiros ou últimos talos de trigo colhidos durante o ano. Estes itens, aos quais se atribui valor espiritual, simbolizam o desejo da família por uma colheita farta para o próximo ano. Antes das festas, espigas ou talos de trigo são colhidos com fios coloridos, e depois os cachos são amarrados com fitas. Um didukh é colocado na maioria dos lares ucranianos antes do Natal e mantido até a Masnytsia.

## Significado espiritual
Acredita-se que os espíritos dos ancestrais da família residam num didukh durante os feriados e que, enquanto a decoração estiver num lugar de honra dentro da casa, as almas de todos os ancestrais se unirão para abençoar a família. No Sviat Vechir (véspera de Natal), o didukh é trazido para dentro de casa pelo hospodar (chefe da família) e colocado no pokutia (canto com ícones) da casa, junto ao kutia (comida ritual) e ao uzvar (bebida ritual). Na Masnytsia o didukh é queimado, num ritual que representa o fim do inverno.